# Камыши (Алтайский край)
Камыши — село в Немецком национальном районе Алтайского края, административный центр и единственный населённый пункт Камышинского сельсовета. Основано в 1906 году
Население — 550 (2021)

## История
Основано в 1906 году переселенцами из села Денгоф Саратовской губернии. До 1917 года — лютеранское село Пососновской волости Барнаульского уезда Томской губернии.
Согласно рассказам старожилов название «Камыши» деревне дали землемеры, так как она находилась на берегу озера, заросшего камышом. Первые дома поселенцы строили из земляных пластов. Первый деревянный дом был построен в 1907 году. К лету 1908 года в Камышах проживало 120 семей. Торговать жители Камышей ездили в города Павлодар и Камень. Организованное детей велось с 1909 года. В 1914 году несколько мужчин были мобилизованы в армию.
В 1920-е годы открылась изба-читальня. В 1928 году выделен дом под начальную школу. В 1932 году появился ликбез для взрослых. В 1928 году в Камышах было организовано товарищество по обработке земли (ТОЗ). Тогда же была открыта первая ферма. В 1931 году создан колхоз. В 1937 году колхоз был разделен на два хозяйства: имени Литвинова и имени Орджоникидзе. В 1937 году в Камышах было арестовано около 30 человек, никто из них не вернулся и их судьба неизвестна. Во время Великой Отечественной войны 10 человек было мобилизовано на фронт, двое вернулись после войны. Большинство было мобилизовано в трудармию, на лесозаготовки в город Киров.
В 1954 году в местной школе открыли 5 класс. Дальнейшее образование дети получали в Подсосново. В том же году было выстроено новое здание 7-летней школы. В январе 1963 году открылась 8-летняя школа. Неполная средняя школа была сдана в эксплуатацию в 1979 году. В 1991 году школа стала средней. Современное здание школы построено в 2002 году.
В ходе укрупнения колхозов в 1950 году был создан колхоз «Победа». В 1989 году создан колхоз имени Чкалова. С 1992 года сельскохозяйственная артель-племзавод колхоз им. Чкалова.
В 1996 году из Камышей в Германию уехали 15 семей (55 человек), за первые полгода 1997 году — 17 семей (58 человек).

## Физико-географическая характеристика
Село расположено в пределах Кулундинской равнины, относящейся к Западно-Сибирской равнине, на высоте 119 метров над уровнем моря, вблизи Бурлинской боровой озёрно-речной местности, на берегу небольшого озера. Рельеф местности равнинный. Село окружено полями. Распространены чернозёмы южные.
По автомобильным дорогам расстояние до районного центра села Гальбштадт — 32 км, до краевого центра города Барнаула — 410 км, до ближайшего города Славгород — 47 км.
Климат
Климат умеренный континентальный (согласно классификации климатов Кёппена-Гейгера — тип Dfb). Среднегодовая температура положительная и составляет +1,6° С, средняя температура самого холодного месяца января − 17,6 °C, самого жаркого месяца июля + 20,3° С. Многолетняя норма осадков — 311 мм, наибольшее количество осадков выпадает в июле — 56 мм, наименьшее в феврале и марте — по 13 мм
Часовой пояс
Камыши, как и весь Алтайский край, находится в часовой зоне МСК+4. Смещение применяемого времени относительно UTC составляет +7:00.

## Население
| 1911 | 1926 | 1980 | 1989 | 1991 | 1995 | 1997 | 1998 | 1999 | 2000 | 2001 |
| ---- | ---- | ---- | ---- | ---- | ---- | ---- | ---- | ---- | ---- | ---- |
| 497  | ↗578 | ↘575 | ↗617 | ↗686 | ↗691 | ↘690 | ↗722 | ↘715 | ↘679 | ↘649 |
| 2002 | 2003 | 2004 | 2005 | 2006 | 2007 | 2008 | 2009 | 2010 | 2011 | 2012 |
| ↗652 | ↗678 | ↘647 | ↘600 | ↗654 | ↘628 | ↗647 | ↘627 | ↘610 | ↘608 | ↘593 |
| 2013 | 2014 | 2015 | 2016 | 2017 | 2018 | 2019 | 2020 | 2021 |      |      |
| ↗604 | ↘593 | ↗595 | ↘580 | ↗584 | ↘557 | →557 | ↗561 | ↘550 |      |      |

В 1995 году немцы составляли 88 % населения села

## Инфраструктура
В селе имеются средняя общеобразовательная школа, детский сад, дом культуры, спортзал, библиотека, центр немецкой культуры, почта,  магазины, фельдшерско-акушерский пункт.